# Blaschette (Luksemburg)
Blaschette (lb. Blaaschent, niem. Blascheid) – wieś (Uertschaft) w środkowym Luksemburgu, w kantonie Mersch, w gminie Lorentzweiler. Do 3 października 2015 miejscowość leżała w dystrykcie Luksemburg. Liczy 525 mieszkańców (31 grudnia 2023). 